# Skye terrier
El Skye terrier es una raza de perro originaria de la Isla de Skye en Escocia, perteneciente a la familia de los terrier.

## Historia
Su origen se remonta al siglo XVI, procedente de la isla escocesa de Skye. Se dice que unos perros malteses supervivientes de un naufragio se cruzaron con los terriers autóctonos, entre los que se encontraba el terrier irlandés y el terrier escocés, siendo esta última raza con la que guarda mayor parentesco, ya que fueron catalogadas como una misma raza hasta el año de 1870, fecha en que se estableció que ambas eran dos razas caninas distintas.

### Bajo amenaza de extinción
Existe la preocupación de que la raza podría desaparecer por completo, puesto que durante 2012 sólo 44 cachorros nacieron en el Reino Unido.
 El período particularmente más bajo para esta raza fue en 2005, cuando se registraron solamente 30 cachorros. Hoy en día esta es la raza canina más amenazada dentro de la clasificación de Razas nativas vulnerables del Kennel Club del Reino Unido, y se calcula que de seguir así dentro de 40 años la raza podría extinguirse.

## Características

### Apariencia
El Skye es un perro de cuerpo alargado y robusto, con cabeza larga y no muy ancha, de fuerte hocico. Las orejas pueden ser erguidas o colgantes, en este último caso serán un poco más grandes. Su cuello es largo y un poco arqueado, los miembros tanto los anteriores como los posteriores son cortos y musculosos. Su pelaje es largo, lacio y duro y puede ser de color negro, gris oscuro o claro, color de cervato, crema, todos con marcas negras. Cualquier color sólido puede presentar tonalidades diferentes de la misma gama, siendo la capa interna más clara, y las orejas y nariz negras. Se permite una pequeña mancha blanca en el pecho.

### Temperamento
Con una naturaleza latente como cazador de zorros, tiene la tenacidad y tozudez propias de los terrier. Necesita estar ocupado y requiere de una buena socialización temprana y educación o entrenamiento constante y paciente. Los Skye, por un lado, pueden ser algo distantes con los extraños y, por el otro, son cariñosos y les gusta estar rodeados de su familia humana, pero con la tendencia de ser perro de un solo amo, a quien serán fieles y atentos. Requieren espacio para ejercitarse con libertad.

### Mantenimiento
El Skye terrier es un perro de caza que disfruta de los paseos diarios y la exploración dentro de una área                                                       
```
                 segura. Necesita un paseo diario moderado con su propietario para mantenerse en forma. Disfruta de la vida en familia en lugar de vivir al aire libre. Un cepillado de forma regular —aproximadamente tres veces por semana— es todo lo que necesita para mantener el buen aspecto de su 
pelaje
, ya que tiende a enredarse y enmarañarse. Muchos dueños piensan que un baño ocasional suavizará el pelaje, como a menudo ocurre con otros terrier, pero en esta raza no es así; un baño ocasional es todo lo que precisan. Los propietarios deben prestar atención a la zona alrededor de los ojos y la boca, las cuales pueden requerir una limpieza más frecuente.
[
5
]
```

## Salud
El promedio de vida de la raza Skye terrier, basado en dos encuestas recientes del Reino Unido, es de aproximadamente 11 años.
Si se le ejercita de forma extrema cuando es demasiado joven, especialmente antes de los ocho meses, se puede dañar el crecimiento de los huesos, lo que llevaría a una cojera dolorosa y posiblemente piernas arqueadas. Saltar obstáculos, subir por encima de objetos, correr de forma intensa, son cosas que deben evitarse durante los primeros 8 a 10 meses de edad para prevenir problemas posteriores y permitir el cierre correcto de la placa de crecimiento.
La enfermedad degenerativa del disco es también un problema común en los perros de patas cortas, y hasta un 10% de Skye la padecen. El cáncer de mama es la causa principal de muerte en la raza, con el hemangiosarcoma —un tumor maligno de los vasos sanguíneos—, la enfermedad autoinmune y el hipertiroidismo podrían también estar presentes en la raza.